# Ruy Lopez
Ruy Lopez de Segura (född 1530 i Zafra vid Badajoz i Spanien, död 1580) var en spansk präst, biskop och en av dåtidens starkaste schackspelare. 
Hans verk Libro de la invención liberal y arte del juego del Axedrez från 1561 är en av de första grundläggande böckerna i den europeiska schacklitteraturen. Boken innehåller en genomgång av schackets ursprung och regler men också en systematisk studie av schacköppningar. Däribland den öppning som senare blev döpt till spanskt parti. På engelska heter öppningen Ruy Lopez. Impulsen till boken fick han under ett besök i Rom, där han fick tag på en schackbok av den portugisiske mästaren Pedro Damiano som han hade gett ut 1521 och som Ruy Lopez tyckte var mycket dålig. Han bestämde sig därför att skriva en egen.
Ett av hans partier har blivit känt, Ruy López - Leonardo (Madrid, 1575): 1.e4 e5 2.f4 d6 3.Lc4 c6 4.Sf3 Lg4 5.fxe5 dxe5 6.Lxf7+ Kxf7 7.Sxe5+ Ke8 8.Dxg4 Sf6 9.De6+ De7 10.Dc8+ Dd8 11.Dxd8+ Kxd8 12.Sf7+ 1-0